# 肘髎穴
肘髎穴是属于手陽明大腸經的腧穴。

## 定位
曲池上方1寸，當肱骨邊緣處。

## 主治
肘臂疼痛、麻木、攣急等。

## 操作
直刺0.5～1寸；可灸。